# 鹼性燃料電池
鹼性燃料電池（alkaline fuel cell，AFC）是一種燃料電池，由英国发明家法蘭西斯·湯瑪士·培根（Francis Thomas Bacon）所發明，以碳為電極，並使用氫氧化鉀為電解質，操作溫度約為攝氏100~250度（最新的鹼性燃料電池操作溫度約為攝氏23~70度）。NASA早在1960年時便開始將它運用在太空梭的發射及人工衛星上，包括著名的阿波羅計畫也使用這種燃料電池。AFC的電能轉換效率為所有燃料電池中最高的，最高可達70%。

圖解鹼性氫氧電池 1: 氫氣流入 2:產生電子及水 3:電子經由外電路流回陰極 4:氧氣流入與水及電子反應形成氫氧根離子 5:陰極 6:電解質 7:陽極 8:水蒸氣由出口排出 9:氫氧根離子流回陽極

## 原理
这种燃料電池通过氢和氧之间的氧化还原反应生产电力。氫氧燃料電池有兩個燃料入口，氫及氧各由一個入口進入電池，中間則有一組多孔性石墨電極，電解質則位於碳陰極及碳陽極中央。氫氣經由多孔性碳陽極進入電極中央的氫氧化鉀電解質，在接觸後進行氧化，產生水及電子。
| {\displaystyle \mathrm {H} _{2}+\mathrm {2OH} ^{-}\longrightarrow \mathrm {2H} _{2}\mathrm {O} +\mathrm {2e} ^{-}} | {\displaystyle \left(1\right)} |

電子經由外電路提供電力並流回陰極，並在陰極與氧及水接觸後反應形成氫氧根離子
| {\displaystyle \mathrm {O} _{2}+\mathrm {2H} _{2}\mathrm {O} +\mathrm {4e} ^{-}\longrightarrow \mathrm {4OH} ^{-}} | {\displaystyle \left(2\right)} |

最後水蒸汽及熱能由出口離開，氫氧根離子經由氫氧化鉀電解質流回陽極，完成整個電路

## 優缺點
由於鹼性燃料電池是以氫氧化鉀作為電解質，因此若由進氣口中進入電池的氣體中含有二氧化碳，氫氧化鉀會與二氧化碳反應形成碳酸鉀，碳酸鉀則會堵住碳電極上的孔，氫氣或氧氣無法與電解質接觸，會嚴重影響發電效率。
這種電池的優點則是電能轉換效率十分的高，且其銀或鎳觸媒較其他電池便宜，因此具有一定的商業前景。

## 參看
- 氣體擴散電極（英语：Gas diffusion electrode）
- 聯氨

## 延伸閱讀
- （中文）觀念化學中文版p.134頁 by John Suchocki　蔡信行 譯
- （英文）General Chemistry by Raymond Chang